# Rap N Roll
Rap N Roll es un dúo de productores de música hip hop formado por nace Valdés y La Demente Eme.
Su amplia influencia musical recorre desde el sonido con raíces negras de principios de los setenta hasta las largas y afiladas ramas de la música electrónica contemporánea. Esto se refleja en su versatilidad y frescura a la hora de hablar de su trabajo, ya sea a la hora de componer ritmos o escribir versos. Los diferentes estilos y la complicidad de sus dos componentes hace que sus rimas cargadas de realidad abrumadora creen un nexo con el público y un magnetismo que es evidente en cada una de sus actuaciones. Sus paisajes musicales transportan al oyente en primera clase a través de un áspero recorrido que abarca desde lo social hasta lo cotidiano.

## Discografía
- Viciosos Lirikos – VCL (1999/00)
- La Organización – La Organización (2001)
- Dementes – Gentuza (2003)
- Sucios De Mente – ¿Quereis hablar de rap? (2003/04)
- Valdés / Cres – Eficacia probada / Armada invencible (2004)
- Valdés – Toda una vida (2005)
- Dementes – Llega la hora D (2006)
- La Demente Eme – Rap sin envoltorios (2008)[2]
- Dementes – Sit Down (2009/10)
- Valdés - Music Production Center Volume 1[3]
- La Demente Eme – Talla M, los remixes (2010)[4]
- La Demente Eme – Sangre y tinta (2011)[5]
- Valdés - Collage (2011)[6]

## Artistas que compartieron escenario
Tras todo este tiempo quedan atrás numerosas actuaciones. La Demente Eme y Valdés han compartido escenario con gente como: Afu-ra, IAM, La Cosca Team (Psy 4 de la Rime, Bouga, Chiens de Paille, Veust Lyricist, L´Algerino y Said), Promoe (Looptroop), SFDK, Violadores del Verso, Nach, Tote King, Falsalarma, Juaninacka, Frank T, Arma Blanca, Shotta, El Payo Malo, J-Mayúscula, Triple X, Hablando en plata, Kultama, Dogma Crew, Braille, Theory Hazit, D.I.T.C. (AG, OC, Lord Finesse, Diamond D, ), Kool DJ Herc, Wu-Tang Clan (Method Man, Raekwon, Ghostface Killah, Inspectah Deck, RZA, GZA, U-God, Masta Killa), Assian Dub Foundation, Xhelazz, CL Smooth, Guru (Gang Starr), Big Daddy Kane, La Rumeur, Flowkloricos, Rapsusklei & Haze, Aniki, Praxis, Dj Rob Swift, El Piezas, Abram, etc.